# Liste des maires de Brouckerque
Cet article dresse la liste des maires de Brouckerque en Flandre française, depuis la Révolution française.

## Liste des maires
| Période       | Période                        | Identité                   | Étiquette    | Qualité |
| ------------- | ------------------------------ | -------------------------- | ------------ | --- |
| 1791          |                                | Frans Rommel               |              | |
| 1794          |                                | Folquin Maegherman         |              | |
| 1797          |                                | Jean-Baptiste Francke      |              | Conseiller municipal en 1791 |
| 1799          | 1800                           | Jacques Vandevelde         |              | |
| 1800          | 1821                           | Charles Clays              |              | |
| 1821          | 1829                           | Jacques Vandevelde         |              | |
| 1829          | 1835                           | Dominique Dufour           |              | |
| 1835          | 1842                           | Désiré Herménégilde Ghysel |              | |
| 1842          | 1848                           | Antoine Debavelaere        |              | 1er adjoint de 1821 à 1842 |
| 1848          | 1860                           | Albéric Stevenoot          |              | |
| 1860          | 1868                           | Pierre-Louis Vitse         |              | |
| 1868          | 1896                           | Polydor Debavelaere        |              | |
| 1896          | 1908                           | Auguste Devey              |              | |
| 1908          | 1921                           | Edgar Debavelaere          |              | |
| 1921          | 1945                           | Emery Deschodt             |              | 1er adjoint de 1919 à 1921 |
| 1945          | 1971                           | Georges Adriansen          |              | |
| 1971          | 1990                           | Anne-Marie Chevalier       | SE           | Institutrice |
| 1990          | 2014                           | Jean-Pierre Decool         | RPR puis DVD | Sénateur du Nord ( 2017 → 2023) Député du Nord (14e circ.) (2002 → 2017) Conseiller général de Bourbourg (1994 → 2015)                                       |
| 2014          | novembre 2023                  | Marie-Claude Lermytte      | DVD          | Assistante sociale, Vice-présidente de la CC des Hauts de Flandre (2014 → ? ) Sénatrice du Nord (2023 → ) Démissionnaire à la suite de son élection au Sénat |
| novembre 2023 | En cours (au 30 novembre 2023) | Guy Pruvost                | DVD          | Retraité président des Chasseurs de Migrateurs de Flandres                                                                                                   |

## Commentaires et statistiques
- Les mandats les plus longs ont été exercés par : Polydor Debavelaere (28 ans), Georges Adriansen (26 ans), Emery Deschodt et Jean-Pierre Decool (24 ans).
- Certains 1er adjoints sont également restés longtemps : Robert Vandenbroucke (1959-1929, soit 30 ans), Antoine Debavelaere (1821-1842, 21 ans), Michel Dufour (1971-1990, soit 19 ans).
- Des familles ont marqué la vie municipale de Brouckerque. 
  - Debavelaere : Antoine est 1er adjoint de 3 maires différents (1821-1842), puis maire (1842-1848) ; Guillaume est 1er adjoint (1860-1864) ; Polydor est maire (1868-1896) ; Edgar est maire (1908-1921).
  - Vandevelde : Jean-Michel est maire (1799-1800) puis 1er adjoint (1813-1821) ; Jacques est maire (1821-1829).
- Anne-Marie Chevalier est la première femme à devenir maire à Brouckerque, en 1971.

## Compléments